# دودمان فارناکیان
دودمان فارناکیان (به انگلیسی: Pharnacid Dynasty) یک سلسله محلی از حاکمانی بودند که میان سده پنجم تا سده چهارم پیش از میلاد بر ساتراپی فریگیه هلسپونت زیر نظر شاهنشاهی هخامنشی حکومت می‌کردند. آنها خویشاوندی و ارتباط مستقیمی با شاهنشاهان هخامنشی داشتند. این ساتراپی نقش مهمی از نظر اقتصادی برای شاهنشاهی هخامنشی داشت.

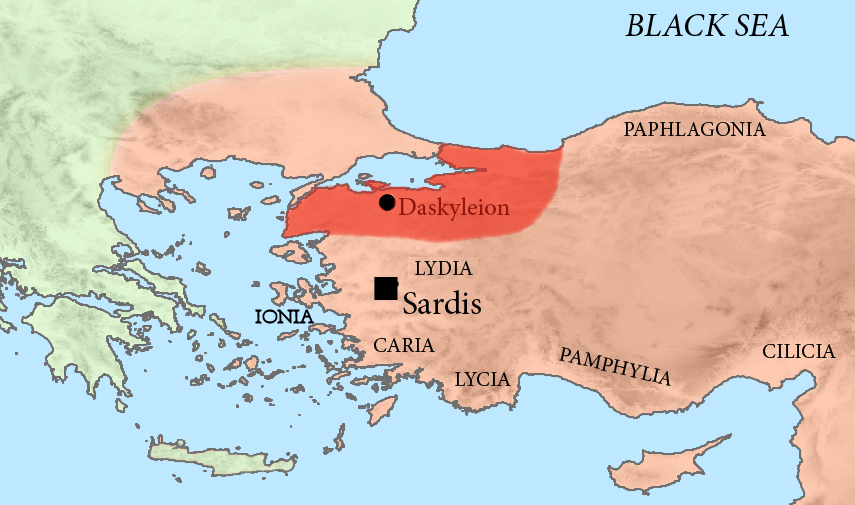
دودمان فارناکیان در کل دوران هخامنشی در آسیای کوچک، تا زمان فتوحات اسکندر مقدونی، بر ساتراپی فریگیه هلسپونت حکومت می‌کرد.

پایه‌گذار این سلسله آرتاباز یکم پسر فارناک یکم برادر کوچکتر ویشتاسپ (پدر داریوش بزرگ هخامنشی) (متولد ۵۶۵ پیش از میلاد)، پسر آرشام بود.

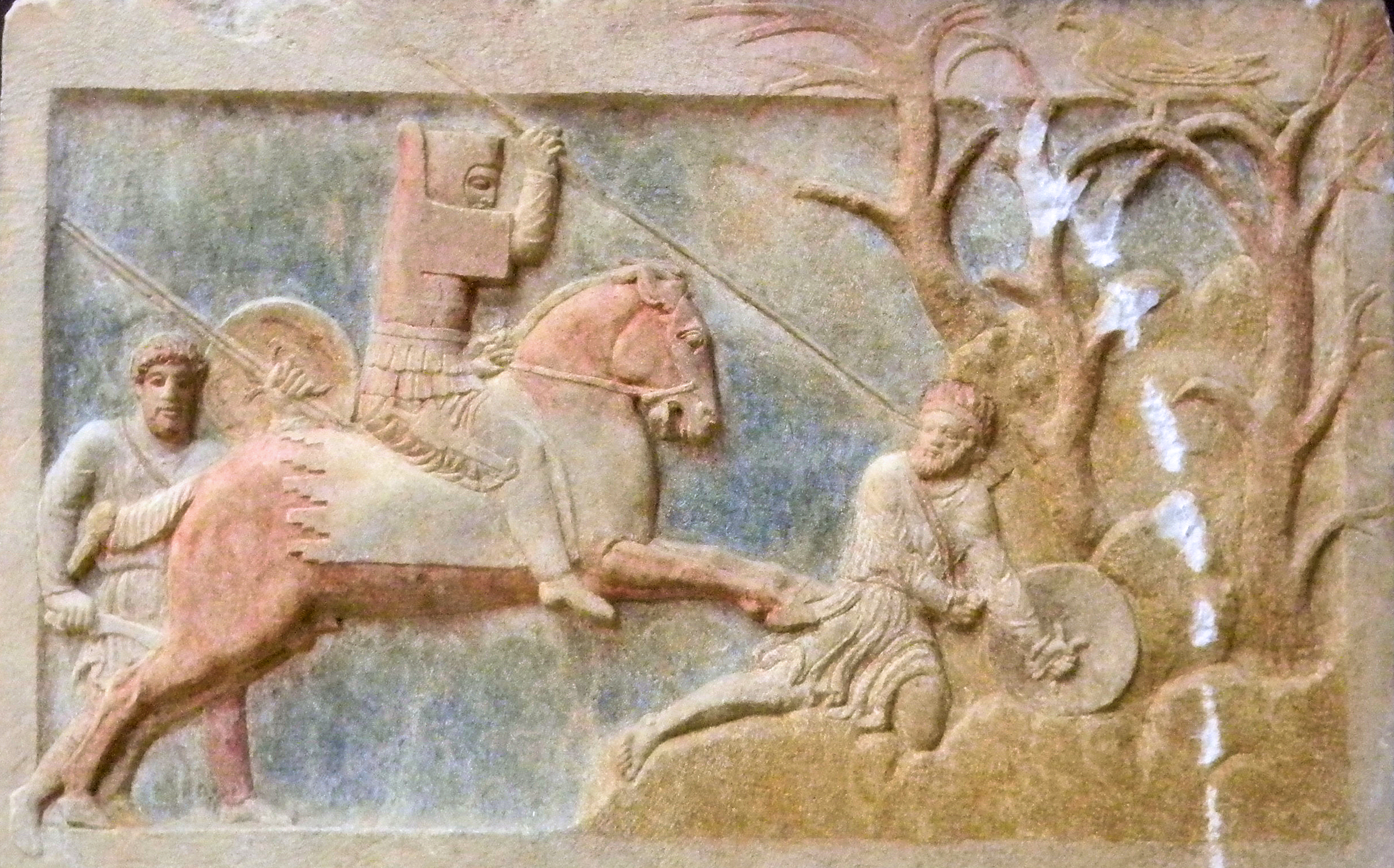
سواره‌نظام دودمان هخامنشی فریگیه هلسپونت به پیاده‌نظام سبک‌اسلحه یونانی حمله می‌کند "، تابوت‌دان چاناق‌قلعه، اوایل قرن چهارم پیش از میلاد.

محل حکمرانی فارناکیان، فریگیه هلسپونت در سواحل دریای مرمره و مرکز حکومتی آنان شهر داسکیلیون، در نزدیکی شهر کنونی ارگیلی (Ergili) ترکیه بود.

## دودمان فارناکیان
قبل از فارناکیان، میتروباتس (حدود ۵۲۵–۵۲۲ پ. م) توسط کوروش بزرگ و کمبوجیه دوم بر این ساتراپی حکمرانی کرده بود و بعد از مرگ کمبوجیه دوم و پیش از به شاهی رسیدن داریوش بزرگ، توسط اورِتِس ساتراپ لیدی ترور شد. بعد از اینکه اورِتِس به فرمان داریوش بزرگ کشته شد مگابازوس پسرعموی داریوش بزرگ و پسرش اوبارس دوم به حکومت رسیدند. بعد از اوبارس دوم، دیگر پسرعموی داریوش بزرگ به نام آرتاباز یکم پسر فارناک یکم در حدود سال ۴۷۹ پیش از میلاد ساتراپ فریگیه هلسپونت شده و دودمان فارناکیان را تأسیس می‌کند که تا زمان فتوحات اسکندر مقدونی برجا می‌ماند. (۳۳۸ پیش از میلاد)
پس از فتوحات اسکندر مقدونی، چند زن از خانواده فارناکیان و همه دختران آرتاباز دوم، با فرماندهان اسکندر ازدواج کردند: آرتونیس با ائومنس ازدواج کرد، آرتاکاما با بطلمیوس یکم ازدواج کرد، در حالی که بارسینه ممکن است با اسکندر مقدونی ازدواج کرده و اسکندر از او صاحب پسری به نام هراکلس شده باشد.
فارناباز سوم، پسر آرتاباز دوم، آخرین حکمران این سلسله در کنار مِمنُن (Memnon) به جنگ علیه اسکندر پرداخت و پس از مرگ مِمنُن و شکست داریوش سوم در نبرد ایسوس و از دست دادن نیروی دریایی‌اش، قدرت نظامی‌اش بسیار ضعیف شد و در نهایت توسط ارتش اسکندر دستگیر شد.
حکمرانان دودمان فارناکیان و زمان خدمتشان به ترتیب عبارتند از:
- فارناک یکم (۵۵۰–۴۹۷ پیش از میلاد)
- آرتاباز یکم (۴۸۰–۴۵۵ پ.م.)
- فارناباز یکم (۴۵۵–۴۳۰ پ.م.)
- فارناک دوم (۴۳۰–۴۲۲ پ.م.)
- فارناباز دوم (۴۲۲–۳۸۷ پ.م.)
- آریوبرزن (۴۰۷–۳۶۲ پ.م.)
- آرتاباز دوم (۳۸۹–۳۲۹ پ.م.)
- فارناباز سوم (۳۷۰–۳۲۰ پ.م.)
- آرسیتس (- پ.م.) آخرین ساتراپ ایرانی فریگیه هلسپونت